# 副調整室

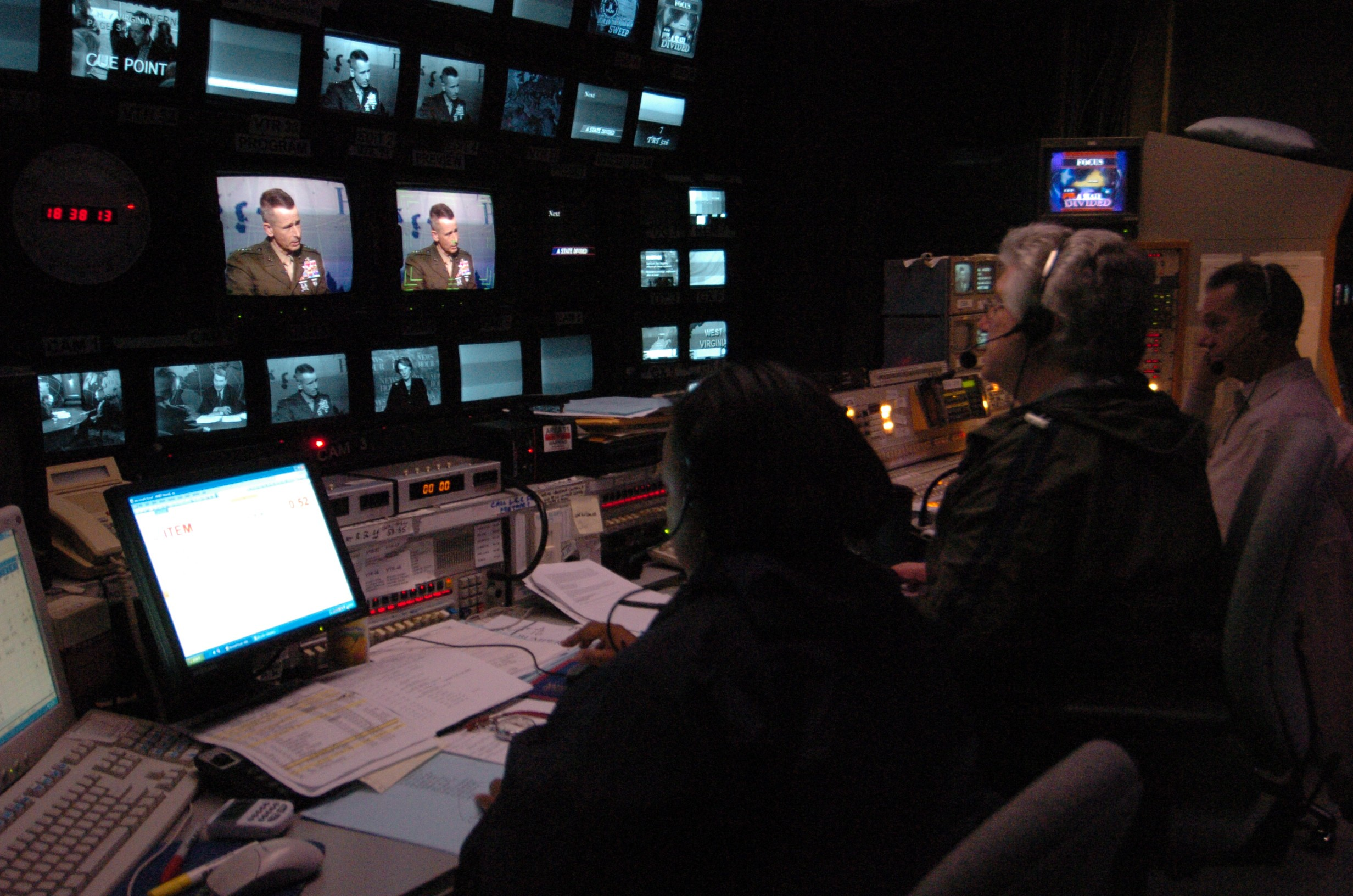
ニュース番組の副調整室。

副調整室（ふくちょうせいしつ）は、テレビ、ラジオなどの放送局における各種スタジオに設けられる機器類を操作するための操作室のうち、番組制作用機器を操作し、音声・映像等を調整するための操作室をいう。サブ・コントロール・ルームあるいは略語で「サブ」や「サブコン」などと呼ばれる。主調整室と対比されている概念であり、各番組の制作の実質的な中枢である。
もともとは放送を送出する主調整室（マスター・コントロール・ルーム。民放局の略語で「マスター」）と放送用の回線が接続されているものが一般的だったが、昨今は生放送ではなく収録による番組が多くなり、主調整室との放送用の回線が接続されていないものも増えている。法令上は異なるが、この場合の操作室も通称で「サブ」もしくは「サブコン」と呼ばれることが多い。また、全編中継放送（中継車やサテライトスタジオを使用）の場合、現地でCM送出（アンタイム制御）やテロップ付加などの操作ができず、演奏所でそれらを行う場合に使われる操作室は、通称で「受けサブ」または「リモートサブ」と呼ばれている。

## 副調整室内の配置
- 一般的な配置として、指揮官が座る三役席といわれるポジションがある。すなわち、左からTK（タイムキーパー）、PD（プログラムディレクター）、TD（テクニカルディレクター）である。これらの席に座る者が、OA（放送）に関しての権限を持っている。
- 番組によっては、PDを演出と呼ぶ。
- TDはカメラの切り換えをするスイッチャーを兼ねていることが多く、SW（スイッチャー）と呼ばれている現場もある。
- TKはドラマでいう記録である。
- 以上の三役席の左側に音声担当の機材と音声スタッフ席、三役席の右側に照明担当の配置機材と照明スタッフ席がある。

## テレビスタジオにおける副調整室
- テレビスタジオの副調整室では、ディレクター、照明、音声などのスタッフが詰め、撮影場所（スタジオのうち「フロア」と呼ばれる部分）に置かれた複数のカメラからの映像を一括して受け取り、それを切り替えつつ、録画のための仮編集、あるいは生放送のための仕上げ作業を行う。
- かつて、テレビスタジオの副調整室は、フロアより1つ上の階のフロアと隣接した場所に設けられ、フロア全体を見渡せるよう、副調整室からフロアを眺める窓がついていることが通例とされていた。しかし、現在では、番組制作用機器の増加などにより、物理的に窓を置かないケースや、副調整室をフロアと同じ階に置くケース、もしくはフロアと隣接させず離れた場所に設置するということも多くなっている。逆にスタジオと副調整室の間に壁を設けない（日本テレビのマイスタジオなど）といった特殊な例もある。
  - スタジオから高い場所にあることから「屋根裏」と呼ばれることもあり、TBS『クイズ100人に聞きました』のナレーションを務めた「屋根裏のアナウンサー」こと橋本テツヤ、同局の『サンデーモーニング』でゴルフの解説を担当する「屋根裏のプロゴルファー」こと小山武明の愛称の由来となっている（いずれも、副調整室内で活動していることによる）。
- 副調整室は各カメラから送られてくる映像や各マイクロフォンから送られてくる音声を視聴し、フロアに居るフロアディレクターや各カメラマン・音声・照明担当者などから報告を受けてフロアの状況を判断する。フロアから副調整室への報告あるいは副調整室からフロアへの指示には、インカムが用いられる。報道番組などでは、別途、ディレクターなどから出演者に直接指示を出すための回線が用意され、各出演者はイヤホンによりディレクターから直接指示を受けることもある。
  - テレビスタジオのIP化により、2025年現在は「あるスタジオで撮影している映像を、本来別のスタジオ用の副調整室でコントロールする」といったことも可能になっている。実際にそのような「クロス運用」を行っている局としてはテレビ大阪[1]などがある。
- テレビ番組制作には多くの高価な番組制作用機器が必要となることから、かつて地方放送局では通常、最低限の機材のみを常置、規模の大きな番組制作を行う場合には、不足分を補うため、テレビ中継車などを連結して用いるといったことがなされていた（カラー放送移行の頃に多くおこなわれているほか、移転前の岩手めんこいテレビの水沢スタジオの事例もあり）。近年でも地デジ化対応のため、HD未対応のサブを持つスタジオに、HD対応の中継車を併結することによって、HD番組を制作するといった事例がある。しかしかつてのカラー放送移行の頃とは異なり地デジ化対応では逆に、まず演奏所（スタジオ）の設備を先行してHD対応させ、HD番組の制作を可能とし、中継放送については外部技術会社のHD中継車をレンタル使用して当座対応させるといった事例の方が多い（中継車についても地方局では報道対応の小型中継車を優先して更新し、予算のめどが立ったところで中型・大型の中継車もHD対応に更新させるのが一般的である）。
- 1980年代中盤以降は、副調整室をスタジオ代わりに収録するテレビ番組も登場した。日本テレビでは1990年代まで、番組宣伝のミニ番組を副調整室から放送していた。

## ラジオスタジオにおける副調整室
ラジオスタジオの副調整室は、スタジオにいる出演者からの音声を受け取り、それを切り替えたり調整したりする。また、音楽を再生する機材なども備えられており、タイミングにあわせて再生するといった作業も行われる。
副調整室に詰めるスタッフの役割は、ビデオスタジオの場合とほぼ同じである。ただしテレビほど機材が複雑ではないため、ラジオ系のディレクターはある程度機器操作などの心得もあることが普通で、テクニカル・ディレクターを兼ねる場合もある。
ラジオの場合、扱う範囲が音声に限られることから、スタジオとその副調整室は現在でも隣接し（学校の放送室と同じ構造）、防音ガラスで仕切られた構造となっているのが一般的であり、相互に表情を見たり、文字を書いたボードを掲げて指示を出したりすることができる。マイクとイヤホン、あるいはスピーカーを通して出演者とスタッフが会話することができ、生放送ならば音楽を流している間、録音ものならば制作が中断している間などに、指示を出したり相談をしたりすることができる。また街頭のサテライトスタジオ等では、防音を確実にする目的や部外者のスタジオ立ち入りを防ぐ目的で副調整室がスタジオの前室を兼ねる構成もある。
ワンマン放送ではディスクジョッキー（ラジオパーソナリティ）がディレクター等も兼ねるため、そのような放送に対応するスタジオではスタジオと副調整室が一体化しており、DJの目の前にミキシングコンソールが置かれるような構成が取られる。ワンマンスタイル対応のスタジオを導入している例としてはInterFMなどがある。

## 館内放送における副調整室
パブリック・アドレスの場合は主調整室がなく、ここで全てが統制される。ミキシングコンソールのみが置かれている。